# إليزابيث كولين دان
إليزابيث كولين دان (بالإنجليزية: Elizabeth Cullen Dunn)‏ هي عالمة اجتماعية أمريكية، ولدت في 27 أكتوبر 1968.